# 1723
Portal Geschichte | Portal Biografien | Aktuelle Ereignisse | Jahreskalender | Tagesartikel

◄ |
17. Jahrhundert |
18. Jahrhundert
| 19. Jahrhundert | ►

◄ |
1690er |
1700er |
1710er |
1720er
| 1730er | 1740er | 1750er | ►

◄◄ |
◄ |
1719 |
1720 |
1721 |
1722 |
1723
| 1724 | 1725 | 1726 | 1727 | ► | ►►
Staatsoberhäupter  · Nekrolog   · Musikjahr
| Januar | Januar | Januar | Januar | Januar | Januar | Januar | Januar |
| Kw     | Mo     | Di     | Mi     | Do     | Fr     | Sa     | So     |
| ------ | ------ | ------ | ------ | ------ | ------ | ------ | ------ |
| 53     |        |        |        |        | 1      | 2      | 3      |
| 1      | 4      | 5      | 6      | 7      | 8      | 9      | 10     |
| 2      | 11     | 12     | 13     | 14     | 15     | 16     | 17     |
| 3      | 18     | 19     | 20     | 21     | 22     | 23     | 24     |
| 4      | 25     | 26     | 27     | 28     | 29     | 30     | 31     |

| Februar | Februar | Februar | Februar | Februar | Februar | Februar | Februar |
| Kw      | Mo      | Di      | Mi      | Do      | Fr      | Sa      | So      |
| ------- | ------- | ------- | ------- | ------- | ------- | ------- | ------- |
| 5       | 1       | 2       | 3       | 4       | 5       | 6       | 7       |
| 6       | 8       | 9       | 10      | 11      | 12      | 13      | 14      |
| 7       | 15      | 16      | 17      | 18      | 19      | 20      | 21      |
| 8       | 22      | 23      | 24      | 25      | 26      | 27      | 28      |

| März | März | März | März | März | März | März | März |
| Kw   | Mo   | Di   | Mi   | Do   | Fr   | Sa   | So   |
| ---- | ---- | ---- | ---- | ---- | ---- | ---- | ---- |
| 9    | 1    | 2    | 3    | 4    | 5    | 6    | 7    |
| 10   | 8    | 9    | 10   | 11   | 12   | 13   | 14   |
| 11   | 15   | 16   | 17   | 18   | 19   | 20   | 21   |
| 12   | 22   | 23   | 24   | 25   | 26   | 27   | 28   |
| 13   | 29   | 30   | 31   |      |      |      |      |

| April | April | April | April | April | April | April | April |
| Kw    | Mo    | Di    | Mi    | Do    | Fr    | Sa    | So    |
| ----- | ----- | ----- | ----- | ----- | ----- | ----- | ----- |
| 13    |       |       |       | 1     | 2     | 3     | 4     |
| 14    | 5     | 6     | 7     | 8     | 9     | 10    | 11    |
| 15    | 12    | 13    | 14    | 15    | 16    | 17    | 18    |
| 16    | 19    | 20    | 21    | 22    | 23    | 24    | 25    |
| 17    | 26    | 27    | 28    | 29    | 30    |       |       |

| Mai | Mai | Mai | Mai | Mai | Mai | Mai | Mai |
| Kw  | Mo  | Di  | Mi  | Do  | Fr  | Sa  | So  |
| --- | --- | --- | --- | --- | --- | --- | --- |
| 17  |     |     |     |     |     | 1   | 2   |
| 18  | 3   | 4   | 5   | 6   | 7   | 8   | 9   |
| 19  | 10  | 11  | 12  | 13  | 14  | 15  | 16  |
| 20  | 17  | 18  | 19  | 20  | 21  | 22  | 23  |
| 21  | 24  | 25  | 26  | 27  | 28  | 29  | 30  |
| 22  | 31  |     |     |     |     |     |     |

| Juni | Juni | Juni | Juni | Juni | Juni | Juni | Juni |
| Kw   | Mo   | Di   | Mi   | Do   | Fr   | Sa   | So   |
| ---- | ---- | ---- | ---- | ---- | ---- | ---- | ---- |
| 22   |      | 1    | 2    | 3    | 4    | 5    | 6    |
| 23   | 7    | 8    | 9    | 10   | 11   | 12   | 13   |
| 24   | 14   | 15   | 16   | 17   | 18   | 19   | 20   |
| 25   | 21   | 22   | 23   | 24   | 25   | 26   | 27   |
| 26   | 28   | 29   | 30   |      |      |      |      |

| Juli | Juli | Juli | Juli | Juli | Juli | Juli | Juli |
| Kw   | Mo   | Di   | Mi   | Do   | Fr   | Sa   | So   |
| ---- | ---- | ---- | ---- | ---- | ---- | ---- | ---- |
| 26   |      |      |      | 1    | 2    | 3    | 4    |
| 27   | 5    | 6    | 7    | 8    | 9    | 10   | 11   |
| 28   | 12   | 13   | 14   | 15   | 16   | 17   | 18   |
| 29   | 19   | 20   | 21   | 22   | 23   | 24   | 25   |
| 30   | 26   | 27   | 28   | 29   | 30   | 31   |      |

| August | August | August | August | August | August | August | August |
| Kw     | Mo     | Di     | Mi     | Do     | Fr     | Sa     | So     |
| ------ | ------ | ------ | ------ | ------ | ------ | ------ | ------ |
| 30     |        |        |        |        |        |        | 1      |
| 31     | 2      | 3      | 4      | 5      | 6      | 7      | 8      |
| 32     | 9      | 10     | 11     | 12     | 13     | 14     | 15     |
| 33     | 16     | 17     | 18     | 19     | 20     | 21     | 22     |
| 34     | 23     | 24     | 25     | 26     | 27     | 28     | 29     |
| 35     | 30     | 31     |        |        |        |        |        |

| September | September | September | September | September | September | September | September |
| Kw        | Mo        | Di        | Mi        | Do        | Fr        | Sa        | So        |
| --------- | --------- | --------- | --------- | --------- | --------- | --------- | --------- |
| 35        |           |           | 1         | 2         | 3         | 4         | 5         |
| 36        | 6         | 7         | 8         | 9         | 10        | 11        | 12        |
| 37        | 13        | 14        | 15        | 16        | 17        | 18        | 19        |
| 38        | 20        | 21        | 22        | 23        | 24        | 25        | 26        |
| 39        | 27        | 28        | 29        | 30        |           |           |           |

| Oktober | Oktober | Oktober | Oktober | Oktober | Oktober | Oktober | Oktober |
| Kw      | Mo      | Di      | Mi      | Do      | Fr      | Sa      | So      |
| ------- | ------- | ------- | ------- | ------- | ------- | ------- | ------- |
| 39      |         |         |         |         | 1       | 2       | 3       |
| 40      | 4       | 5       | 6       | 7       | 8       | 9       | 10      |
| 41      | 11      | 12      | 13      | 14      | 15      | 16      | 17      |
| 42      | 18      | 19      | 20      | 21      | 22      | 23      | 24      |
| 43      | 25      | 26      | 27      | 28      | 29      | 30      | 31      |

| November | November | November | November | November | November | November | November |
| Kw       | Mo       | Di       | Mi       | Do       | Fr       | Sa       | So       |
| -------- | -------- | -------- | -------- | -------- | -------- | -------- | -------- |
| 44       | 1        | 2        | 3        | 4        | 5        | 6        | 7        |
| 45       | 8        | 9        | 10       | 11       | 12       | 13       | 14       |
| 46       | 15       | 16       | 17       | 18       | 19       | 20       | 21       |
| 47       | 22       | 23       | 24       | 25       | 26       | 27       | 28       |
| 48       | 29       | 30       |          |          |          |          |          |

| Dezember | Dezember | Dezember | Dezember | Dezember | Dezember | Dezember | Dezember |
| Kw       | Mo       | Di       | Mi       | Do       | Fr       | Sa       | So       |
| -------- | -------- | -------- | -------- | -------- | -------- | -------- | -------- |
| 48       |          |          | 1        | 2        | 3        | 4        | 5        |
| 49       | 6        | 7        | 8        | 9        | 10       | 11       | 12       |
| 50       | 13       | 14       | 15       | 16       | 17       | 18       | 19       |
| 51       | 20       | 21       | 22       | 23       | 24       | 25       | 26       |
| 52       | 27       | 28       | 29       | 30       | 31       |          |          |

| Januar | Januar | Januar | Januar | Januar | Januar | Januar | Januar |
| Kw     | Mo     | Di     | Mi     | Do     | Fr     | Sa     | So     |
| ------ | ------ | ------ | ------ | ------ | ------ | ------ | ------ |
| 53     |        |        |        |        | 1      | 2      | 3      |
| 1      | 4      | 5      | 6      | 7      | 8      | 9      | 10     |
| 2      | 11     | 12     | 13     | 14     | 15     | 16     | 17     |
| 3      | 18     | 19     | 20     | 21     | 22     | 23     | 24     |
| 4      | 25     | 26     | 27     | 28     | 29     | 30     | 31     |

| Februar | Februar | Februar | Februar | Februar | Februar | Februar | Februar |
| Kw      | Mo      | Di      | Mi      | Do      | Fr      | Sa      | So      |
| ------- | ------- | ------- | ------- | ------- | ------- | ------- | ------- |
| 5       | 1       | 2       | 3       | 4       | 5       | 6       | 7       |
| 6       | 8       | 9       | 10      | 11      | 12      | 13      | 14      |
| 7       | 15      | 16      | 17      | 18      | 19      | 20      | 21      |
| 8       | 22      | 23      | 24      | 25      | 26      | 27      | 28      |

| März | März | März | März | März | März | März | März |
| Kw   | Mo   | Di   | Mi   | Do   | Fr   | Sa   | So   |
| ---- | ---- | ---- | ---- | ---- | ---- | ---- | ---- |
| 9    | 1    | 2    | 3    | 4    | 5    | 6    | 7    |
| 10   | 8    | 9    | 10   | 11   | 12   | 13   | 14   |
| 11   | 15   | 16   | 17   | 18   | 19   | 20   | 21   |
| 12   | 22   | 23   | 24   | 25   | 26   | 27   | 28   |
| 13   | 29   | 30   | 31   |      |      |      |      |

| April | April | April | April | April | April | April | April |
| Kw    | Mo    | Di    | Mi    | Do    | Fr    | Sa    | So    |
| ----- | ----- | ----- | ----- | ----- | ----- | ----- | ----- |
| 13    |       |       |       | 1     | 2     | 3     | 4     |
| 14    | 5     | 6     | 7     | 8     | 9     | 10    | 11    |
| 15    | 12    | 13    | 14    | 15    | 16    | 17    | 18    |
| 16    | 19    | 20    | 21    | 22    | 23    | 24    | 25    |
| 17    | 26    | 27    | 28    | 29    | 30    |       |       |

| Mai | Mai | Mai | Mai | Mai | Mai | Mai | Mai |
| Kw  | Mo  | Di  | Mi  | Do  | Fr  | Sa  | So  |
| --- | --- | --- | --- | --- | --- | --- | --- |
| 17  |     |     |     |     |     | 1   | 2   |
| 18  | 3   | 4   | 5   | 6   | 7   | 8   | 9   |
| 19  | 10  | 11  | 12  | 13  | 14  | 15  | 16  |
| 20  | 17  | 18  | 19  | 20  | 21  | 22  | 23  |
| 21  | 24  | 25  | 26  | 27  | 28  | 29  | 30  |
| 22  | 31  |     |     |     |     |     |     |

| Juni | Juni | Juni | Juni | Juni | Juni | Juni | Juni |
| Kw   | Mo   | Di   | Mi   | Do   | Fr   | Sa   | So   |
| ---- | ---- | ---- | ---- | ---- | ---- | ---- | ---- |
| 22   |      | 1    | 2    | 3    | 4    | 5    | 6    |
| 23   | 7    | 8    | 9    | 10   | 11   | 12   | 13   |
| 24   | 14   | 15   | 16   | 17   | 18   | 19   | 20   |
| 25   | 21   | 22   | 23   | 24   | 25   | 26   | 27   |
| 26   | 28   | 29   | 30   |      |      |      |      |

| Juli | Juli | Juli | Juli | Juli | Juli | Juli | Juli |
| Kw   | Mo   | Di   | Mi   | Do   | Fr   | Sa   | So   |
| ---- | ---- | ---- | ---- | ---- | ---- | ---- | ---- |
| 26   |      |      |      | 1    | 2    | 3    | 4    |
| 27   | 5    | 6    | 7    | 8    | 9    | 10   | 11   |
| 28   | 12   | 13   | 14   | 15   | 16   | 17   | 18   |
| 29   | 19   | 20   | 21   | 22   | 23   | 24   | 25   |
| 30   | 26   | 27   | 28   | 29   | 30   | 31   |      |

| August | August | August | August | August | August | August | August |
| Kw     | Mo     | Di     | Mi     | Do     | Fr     | Sa     | So     |
| ------ | ------ | ------ | ------ | ------ | ------ | ------ | ------ |
| 30     |        |        |        |        |        |        | 1      |
| 31     | 2      | 3      | 4      | 5      | 6      | 7      | 8      |
| 32     | 9      | 10     | 11     | 12     | 13     | 14     | 15     |
| 33     | 16     | 17     | 18     | 19     | 20     | 21     | 22     |
| 34     | 23     | 24     | 25     | 26     | 27     | 28     | 29     |
| 35     | 30     | 31     |        |        |        |        |        |

| September | September | September | September | September | September | September | September |
| Kw        | Mo        | Di        | Mi        | Do        | Fr        | Sa        | So        |
| --------- | --------- | --------- | --------- | --------- | --------- | --------- | --------- |
| 35        |           |           | 1         | 2         | 3         | 4         | 5         |
| 36        | 6         | 7         | 8         | 9         | 10        | 11        | 12        |
| 37        | 13        | 14        | 15        | 16        | 17        | 18        | 19        |
| 38        | 20        | 21        | 22        | 23        | 24        | 25        | 26        |
| 39        | 27        | 28        | 29        | 30        |           |           |           |

| Oktober | Oktober | Oktober | Oktober | Oktober | Oktober | Oktober | Oktober |
| Kw      | Mo      | Di      | Mi      | Do      | Fr      | Sa      | So      |
| ------- | ------- | ------- | ------- | ------- | ------- | ------- | ------- |
| 39      |         |         |         |         | 1       | 2       | 3       |
| 40      | 4       | 5       | 6       | 7       | 8       | 9       | 10      |
| 41      | 11      | 12      | 13      | 14      | 15      | 16      | 17      |
| 42      | 18      | 19      | 20      | 21      | 22      | 23      | 24      |
| 43      | 25      | 26      | 27      | 28      | 29      | 30      | 31      |

| November | November | November | November | November | November | November | November |
| Kw       | Mo       | Di       | Mi       | Do       | Fr       | Sa       | So       |
| -------- | -------- | -------- | -------- | -------- | -------- | -------- | -------- |
| 44       | 1        | 2        | 3        | 4        | 5        | 6        | 7        |
| 45       | 8        | 9        | 10       | 11       | 12       | 13       | 14       |
| 46       | 15       | 16       | 17       | 18       | 19       | 20       | 21       |
| 47       | 22       | 23       | 24       | 25       | 26       | 27       | 28       |
| 48       | 29       | 30       |          |          |          |          |          |

| Dezember | Dezember | Dezember | Dezember | Dezember | Dezember | Dezember | Dezember |
| Kw       | Mo       | Di       | Mi       | Do       | Fr       | Sa       | So       |
| -------- | -------- | -------- | -------- | -------- | -------- | -------- | -------- |
| 48       |          |          | 1        | 2        | 3        | 4        | 5        |
| 49       | 6        | 7        | 8        | 9        | 10       | 11       | 12       |
| 50       | 13       | 14       | 15       | 16       | 17       | 18       | 19       |
| 51       | 20       | 21       | 22       | 23       | 24       | 25       | 26       |
| 52       | 27       | 28       | 29       | 30       | 31       |          |          |

## Ereignisse

### Politik und Weltgeschehen

#### Frankreich

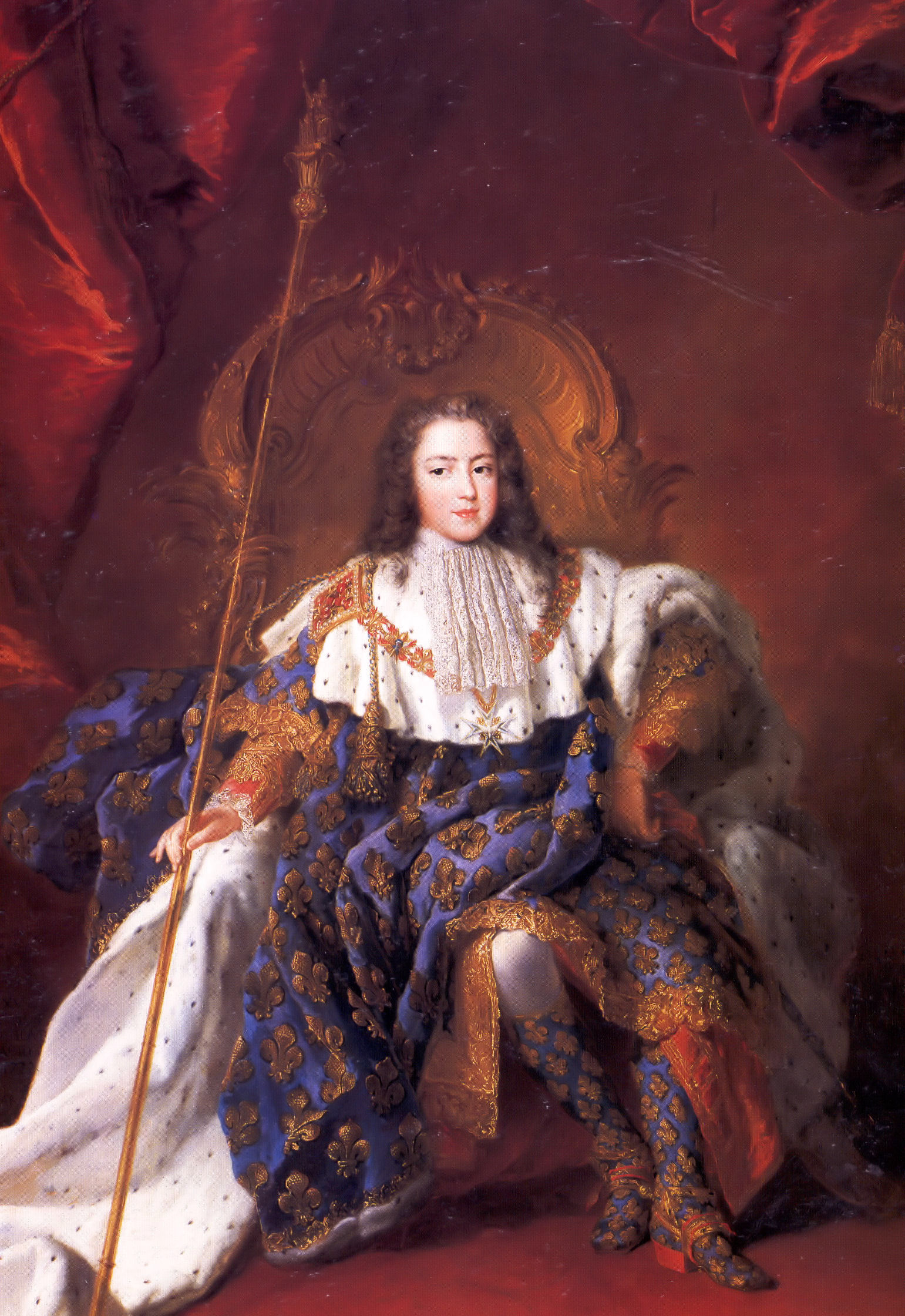
Ludwig XV. 1723

- 15. Februar: Mit Erreichen des 13. Lebensjahres wird König Ludwig XV. volljährig. Damit endet formell die Zeit der Régence unter Philippe II. de Bourbon, duc d’Orléans.
- 10. August: Nach dem Tod von Guillaume Dubois wird der bisherige Regent Philipp von Orléans Premierminister Frankreichs. Er übt dieses Amt jedoch nur kurze Zeit aus. Am 2. Dezember stirbt er an einem Schlaganfall. Noch am gleichen Tag wird Louis IV. Henri de Bourbon, prince de Condé, zum neuen Premierminister ernannt.

#### Heiliges Römisches Reich

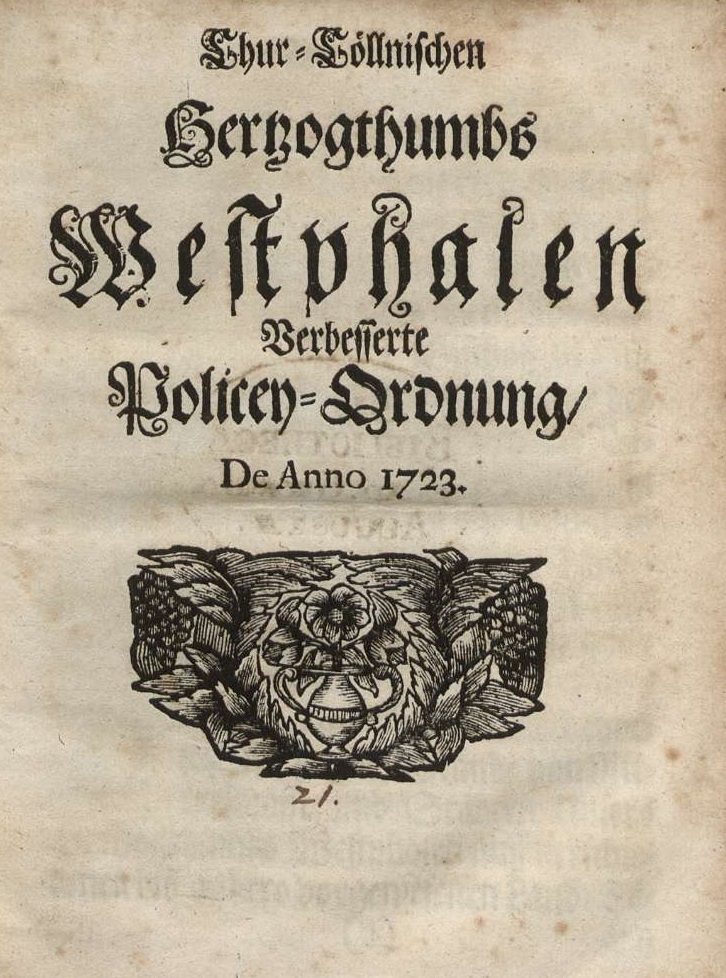
Titelblatt der Policeyordnung von 1723

- 20. September: Joseph Clemens von Bayern, Erzbischof und Kurfürst von Köln, erlässt als Herzog von Westfalen in Bonn eine Policeyordnung für das Herzogtum Westfalen. Die Policeyordnung umfasst 44 Titel mit 250 Paragraphen und befasst sich mit Fragen zu Religion, gesellschaftlichen Normen, Handel und Wirtschaft, sowie Schadensregulierungen und weiteren öffentlichen Ordnungsmaterien.

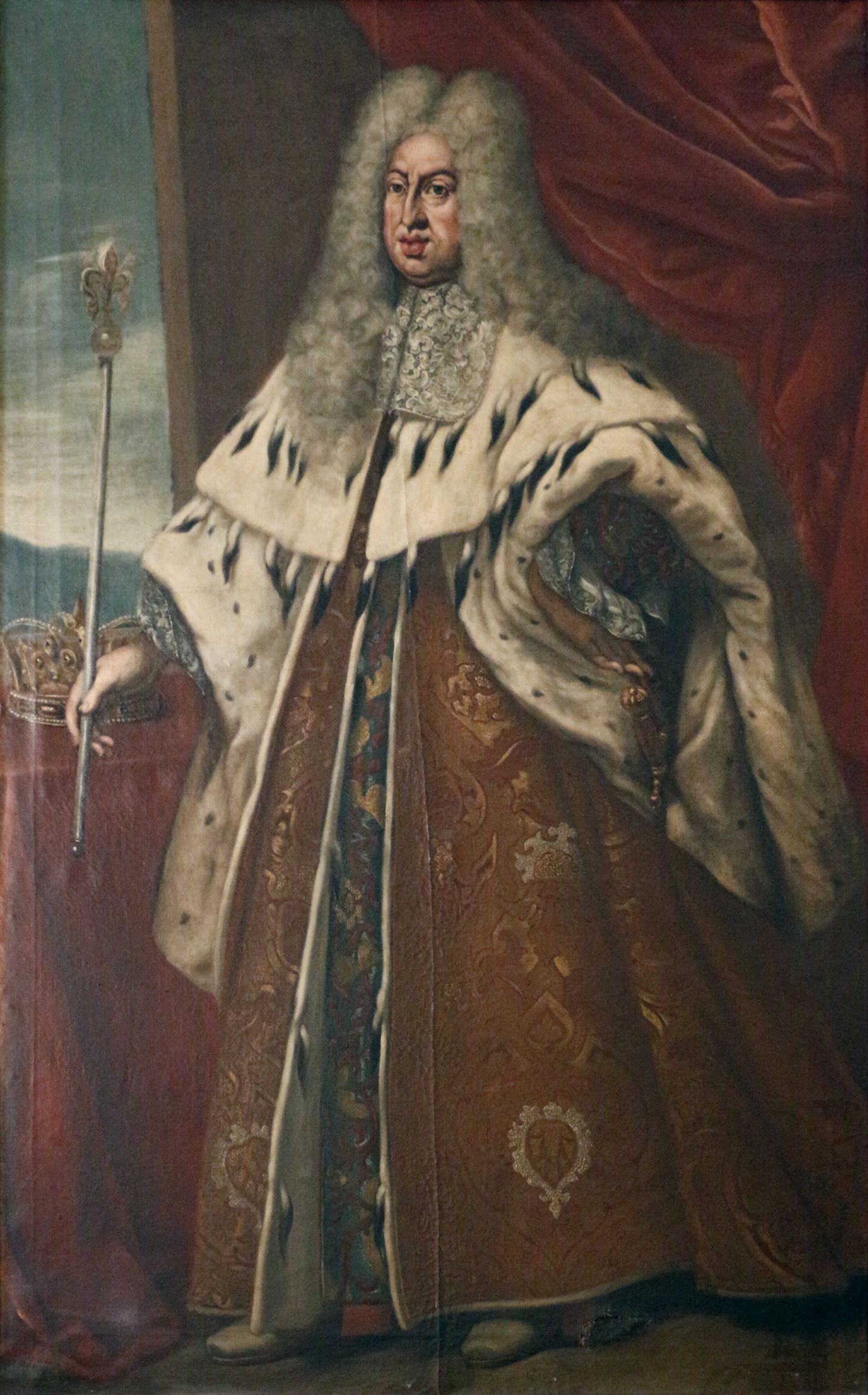
Gian Gastone,
Großherzog der Toskana

- 31. Oktober: Gian Gastone de’ Medici folgt im Alter von 52 Jahren seinem verstorbenen Vater Cosimo III. de’ Medici als Großherzog der Toskana nach. Er beginnt mit dringend erforderlichen Reformen, erleichtert die Steuerlast der Armen, setzt antisemitische Gesetze außer Kraft und verordnet das Ende öffentlicher Hinrichtungen. Allerdings verfällt er bald in Trägheit und seine weithin bekannte homosexuelle Neigung führt früh zu politischen Spekulationen über das erbenlose Ende der Medici-Herrschaft.
- 31. Oktober: Joseph Wilhelm Ernst zu Fürstenberg-Stühlingen verlegt seine Residenz von Stühlingen nach Donaueschingen.
- Elisabeth Sophie Marie von Schleswig-Holstein-Norburg, Fürstin von Braunschweig-Wolfenbüttel, gründet die Ortschaft Vechelade als Ansiedlung für Tagelöhner und stellt sie unter ihren persönlichen Schutz.
- Friedrich Wilhelm I. von Preußen reorganisiert die Verwaltung in seinen Ländern. Zahlreiche bisherige Kriegskommissariate und Amtskammern werden zu Kriegs- und Domänenkammern zusammengefasst. In der Provinz Pommern entsteht so die Pommersche Kriegs- und Domänenkammer, die nach Stettin verlegt wird.

#### Eidgenossenschaft

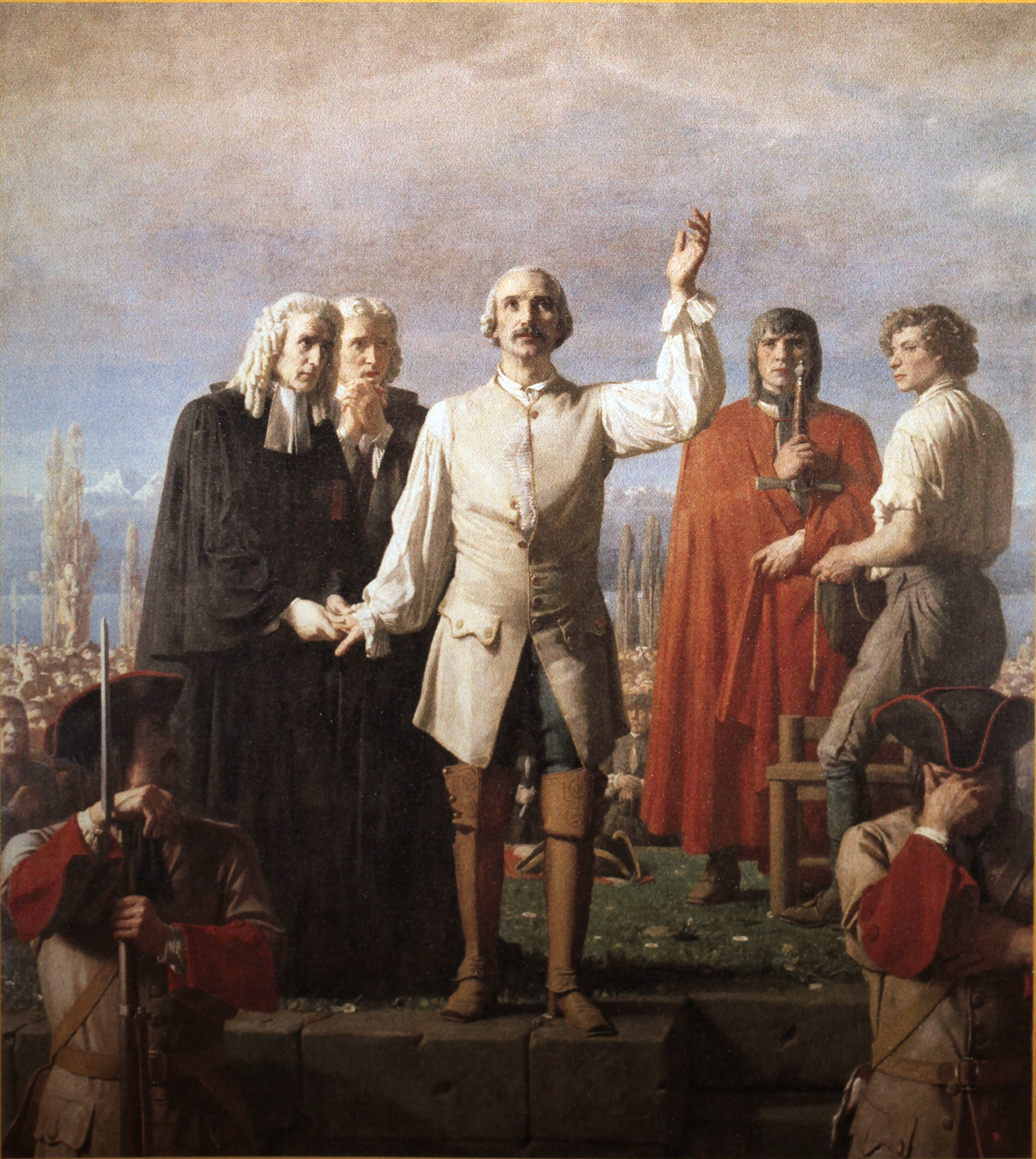
Davel vor seiner Hinrichtung, historisierendes Gemälde

Vor dem Hintergrund des waadtländischen Widerstandes gegen die Einführung des Consensus Helveticus fühlt sich Jean Daniel Abraham Davel von Gott dazu berufen, sein Vaterland von der Herrschaft Berns zu befreien, und rückt am 31. März überraschend mit 500 bis 600 Mann in Lausanne ein. Dort versammelt er den Stadtrat, legt diesem ein Manifest vor, worin der Regierung von Bern eine Menge von Fehlern vorgeworfen wird, und erklärt seinen Plan zur Befreiung des Waadtlandes. Der Rat berichtet jedoch über den Vorfall sofort nach Bern, und Davel wird verhaftet, gefoltert und wenig später durch Enthauptung hingerichtet.

#### Malta
- 14. September: Auf Manoel Island wird der Grundstein für das von Jacob de Tigné geplante Fort Manoel gelegt. Antonio Manoel de Vilhena, Großmeister des Malteserordens, hat erhebliche finanzielle Mittel für den Bau des maltesischen Forts im Marsamxett Harbour zur Verfügung gestellt.

#### Russland / Persien
- Januar: In Persien tobt weiterhin ein Machtkampf zwischen den von Tahmasp II. repräsentierten Safawiden und der in Isfahan herrschenden Hotaki-Dynastie der Ghilzai unter Mir Mahmud Hotaki. Die Stadt Qazvin erhebt sich mit Erfolg gegen Mahmud und vertreibt die Ghilzai. Mahmud wird daraufhin zunehmend misstrauisch und lässt zahlreiche persische Adelige und Minister ebenso umbringen wie Mitglieder seiner eigenen Wache.
- Winter: Die russische Armee erobert im Russisch-Persischen Krieg die Stadt Rascht.
- 1. Juli: Ein neuer russischer Verband bricht von Astrachan auf und erobert am 6. August Baku.
- 22. September: Der russische Vormarsch und ein gleichzeitig erfolgender Angriff durch das Osmanische Reich zwingen Tahmasp II. zum Friedensschluss im Russisch-Persischen Krieg. Im St. Petersburger Vertrag tritt Persien Derbent, Baku und die am südwestlichen und südlichen Ufer des Kaspischen Meeres gelegenen Provinzen Schirwan, Gorgan, Gilan, Māzandarān und Astarabad an Zar Peter I. ab.
- 18. November: Wassili Tatischtschew gründet gemeinsam mit Georg Wilhelm Henning die Stadt Jekaterinburg im Ural um ein dortiges Eisenwerk. Nach Kupferfunden gründet Tatischtschew im gleichen Jahr auch die Stadt Perm.

#### Asien

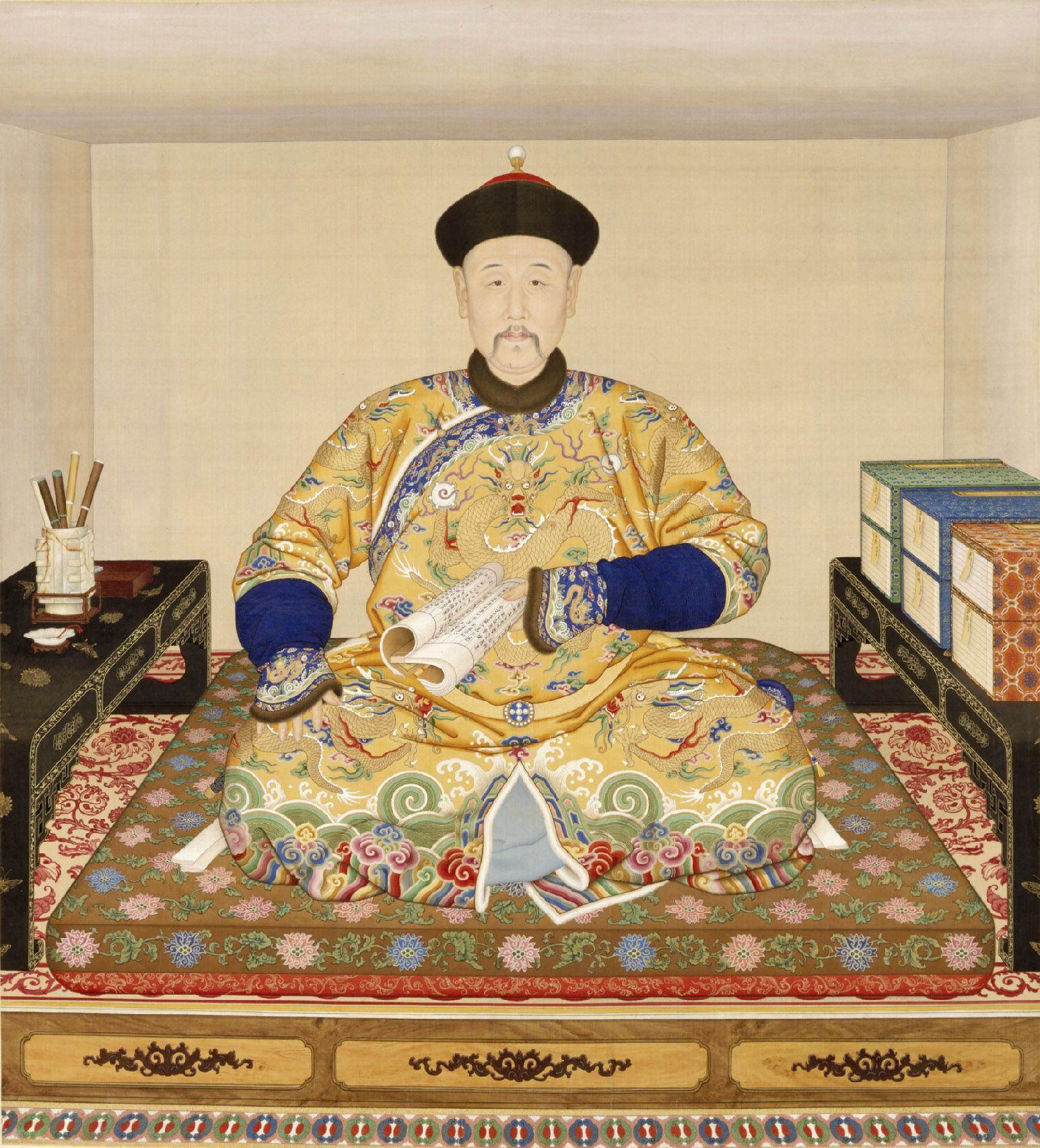
Kaiser Yongzheng

- 5. Februar: Yongzheng wird zum dritten Kaiser der Qing-Dynastie in China erhoben. Der vierte Sohn seines im Vorjahr verstorbenen Vorgängers Kangxi ist erst auf dessen Totenbett zum Nachfolger ernannt worden, was zu Anschuldigung wegen einer vermeintlichen Usurpation des Drachenthrons Anlass gibt.
- Muhammad Mubarak Khan I. dankt zugunsten seines Sohnes Sadiq Muhammad Khan I. als Emir von Shikarpur ab.
- Nach zehnjähriger gemeinsamer Herrschaft im Königreich Luang Phrabang setzt Inthasom seinen Cousin Ong Kham ab, während dieser sich auf einem Jagdausflug befindet. Dieser zieht sich daraufhin als Mönch in ein buddhistisches Kloster zurück.

#### Afrika
- Das westafrikanische Königreich Bono wird durch den Asantehene (Ashantikönig) Opoku Ware I. erobert und dem Aschantireich einverleibt.

#### Nordamerika
- Dritter Krieg der Natchez gegen die Franzosen

#### Wissenschaft und Technik
Christian Wolff, der von seinen pietistischen Gegnern des Atheismus beschuldigt wird, muss sein Amt als Professor für Mathematik und Philosophie an der Universität Halle aufgeben und die Stadt Halle aufgrund eines Befehls des preußischen Königs Friedrich Wilhelms I. innerhalb von 48 Stunden verlassen. Er geht nach Hessen und lehrt an der Universität Marburg, wo er überdies seine Forschungen zur chinesischen Philosophie fortsetzt.

### Kultur

#### Architektur und Bildende Kunst
- August: Das von Peter I. in Auftrag gegebene Schloss Peterhof am Finnischen Meerbusen in der gleichnamigen Stadt wird als neue Zarenresidenz eingeweiht.

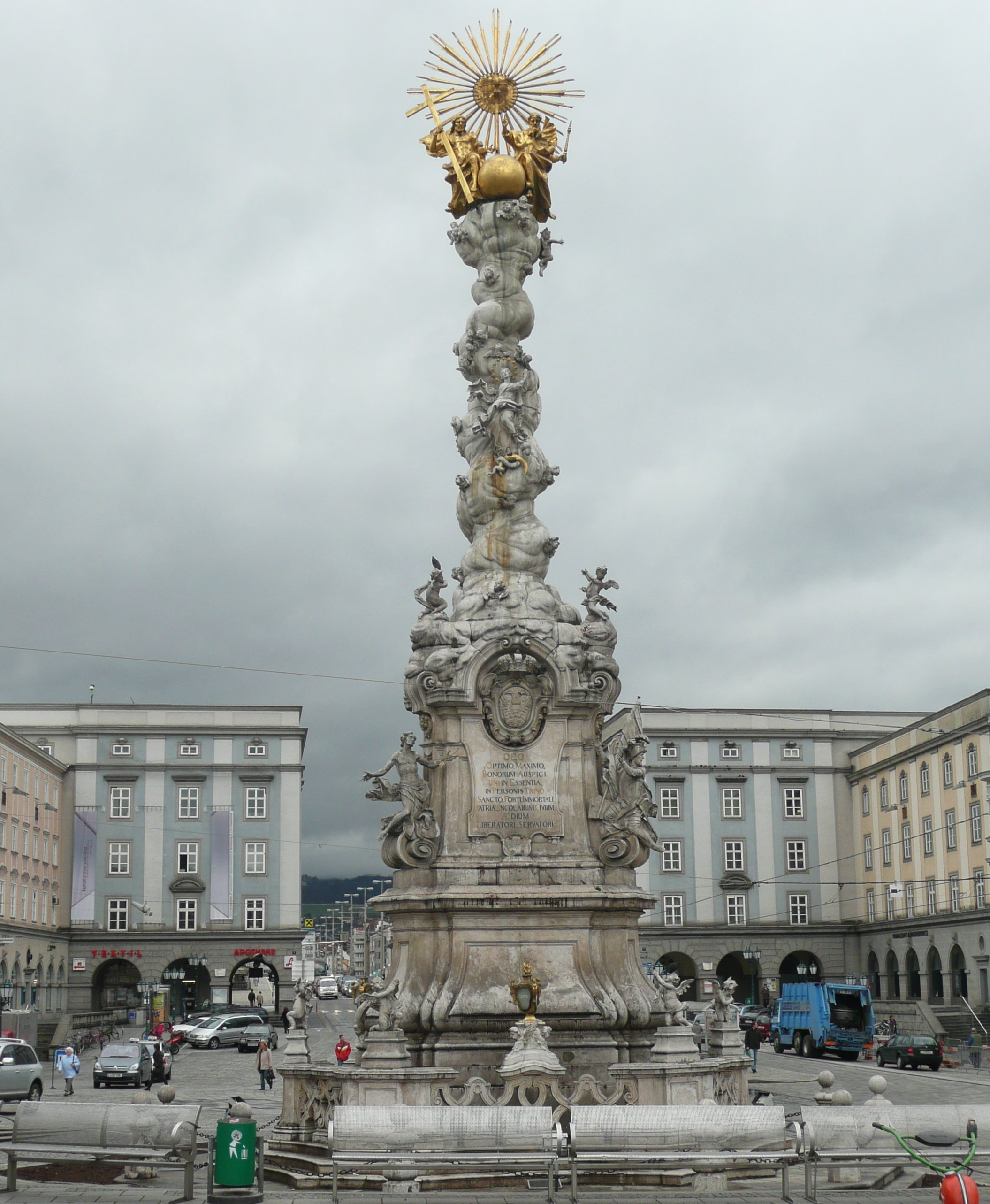
Die Dreifaltigkeitssäule in Linz

- Die barocke Dreifaltigkeitssäule am Linzer Hauptplatz wird nach sechsjähriger Bauzeit fertiggestellt. Die Ausführung der Pestsäule lag in den Händen des Salzburger Steinmetzmeisters Sebastian Stumpfegger nach einem Entwurf von Antonio Beduzzi.

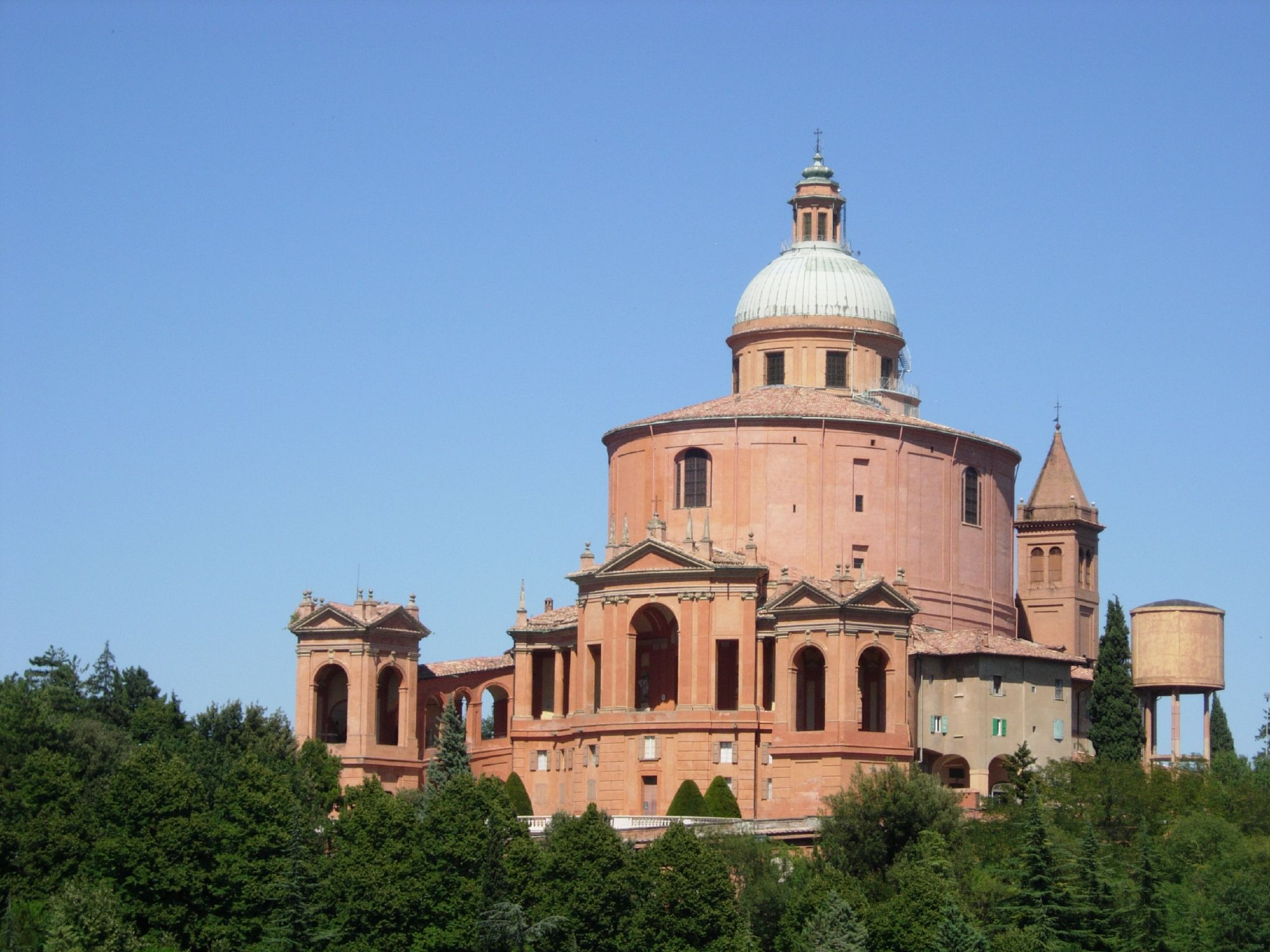
Heiligtum Madonna di San Luca

- Das Santuario della Madonna di San Luca bei Bologna wird in seiner heutigen Form nach Anleitung von Carlo Francesco Dotti errichtet.
- Für den 1720 begonnenen Umbau von Schloss Pillnitz bei Dresden muss die 1594 errichtete Schlosskirche abgerissen werden. Als Ersatz wird in der Nähe die Weinbergkirche errichtet. Es ist der erste ausgeführte Kirchenbau  von Matthäus Daniel Pöppelmann.

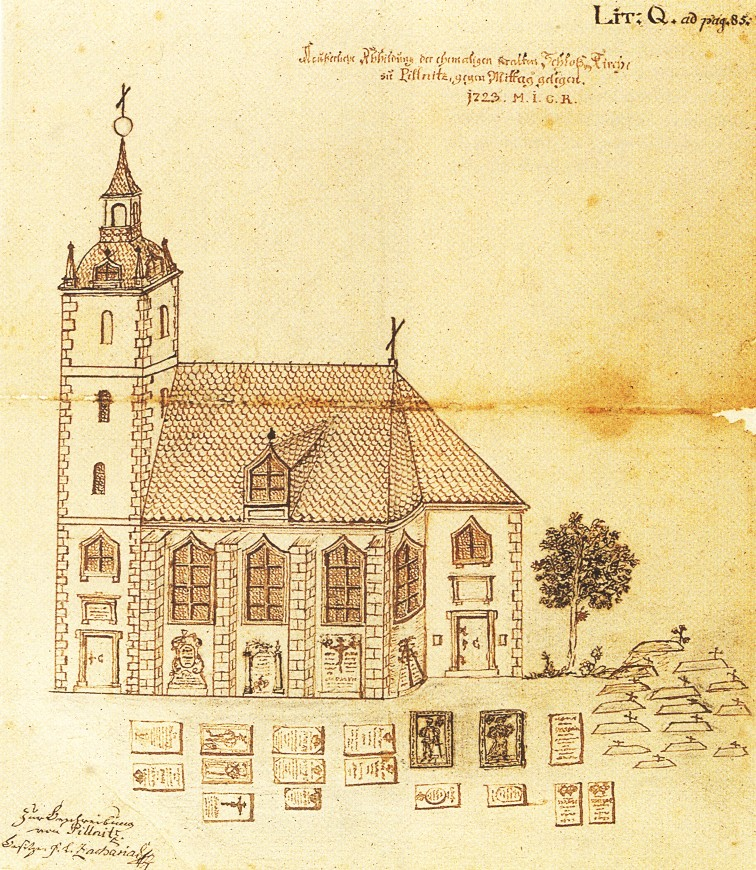
Die alte Pillnitzer Schlosskirche kurz vor dem Abbruch
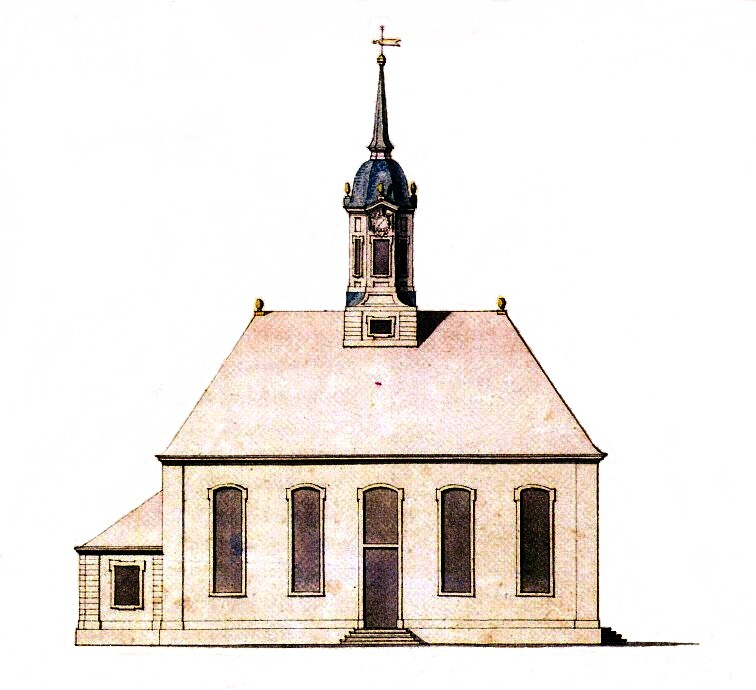
Entwurf Pöppelmanns um 1723

#### Musik und Theater

##### Johann Sebastian Bach in Leipzig
- 7. Februar: Für seine Bewerbung als Thomaskantor in Leipzig führt Johann Sebastian Bach die Probestücke Jesus nahm zu sich die Zwölfe und Du wahrer Gott und Davids Sohn auf. Nach den Absagen von Georg Philipp Telemann und Christoph Graupner erhält Bach das Amt als Drittgereihter.
- April: Gleich nach seiner Ankunft in Leipzig fängt Bach an, die notwendigen Kantaten zu komponieren oder zu überarbeiten. Bei dieser systematischen Arbeit schafft Bach im ersten Jahr im Schnitt ungefähr ein Werk pro Woche. Für seine Frau Anna Magdalena Bach, die in Köthen eine anerkannte Sängerin war, gibt es in Leipzig jedoch kaum Gelegenheit für öffentliche Auftritte. Ihr Singen beschränkt sich ab nun auf Hausmusiken und einige auswärtige Gelegenheiten.
- 30. Mai: Mit der Aufführung seiner Kantate Die Elenden sollen essen in der Nikolaikirche tritt Johann Sebastian Bach seinen Dienst als Thomaskantor in Leipzig an.
- 26. Dezember: Die Weihnachtskantate Darzu ist erschienen der Sohn Gottes von Johann Sebastian Bach wird in Leipzig uraufgeführt. Am nächsten Tag folgt die Uraufführung der Kantate Sehet, welch eine Liebe hat uns der Vater erzeiget, die unter anderem eine Bearbeitung von Martin Luthers Choral Gelobet seist du, Jesu Christ enthält.

##### Uraufführungen
- 12. Januar: Ottone, re di Germania, ein Dramma per musica von Georg Friedrich Händel auf ein Libretto von Nicola Francesco Haym auf Basis einer Dichtung von Stefano Benedetto Pallavicino, hat mit dem Mezzosoprankastraten Senesino in der Titelrolle seine Uraufführung am King’s Theatre in Haymarket in London. Die Aufführung hat sich wegen der verspäteten Ankunft der Sopranistin Francesca Cuzzoni um ein halbes Jahr verschoben.
- 30. März: Die Uraufführung der Oper Erminia von Giovanni Bononcini erfolgt am King’s Theatre in London.
- 6. April: Anlässlich des 100-jährigen Bestehens der Hamburgischen Admiralität wird die von Georg Philipp Telemann komponierte Hamburger Admiralitätsmusik zusammen mit der Ouvertüresuite Hamburger Ebb’ und Fluth als Serenade uraufgeführt. Der Text stammt von Michael Richey.
- 13. Mai: Siface re di Numidia, Pietro Metastasios erste Arbeit als Opernlibrettist, wird in der Vertonung von Francesco Feo am Teatro San Bartolomeo in Neapel zum ersten Mal aufgeführt.

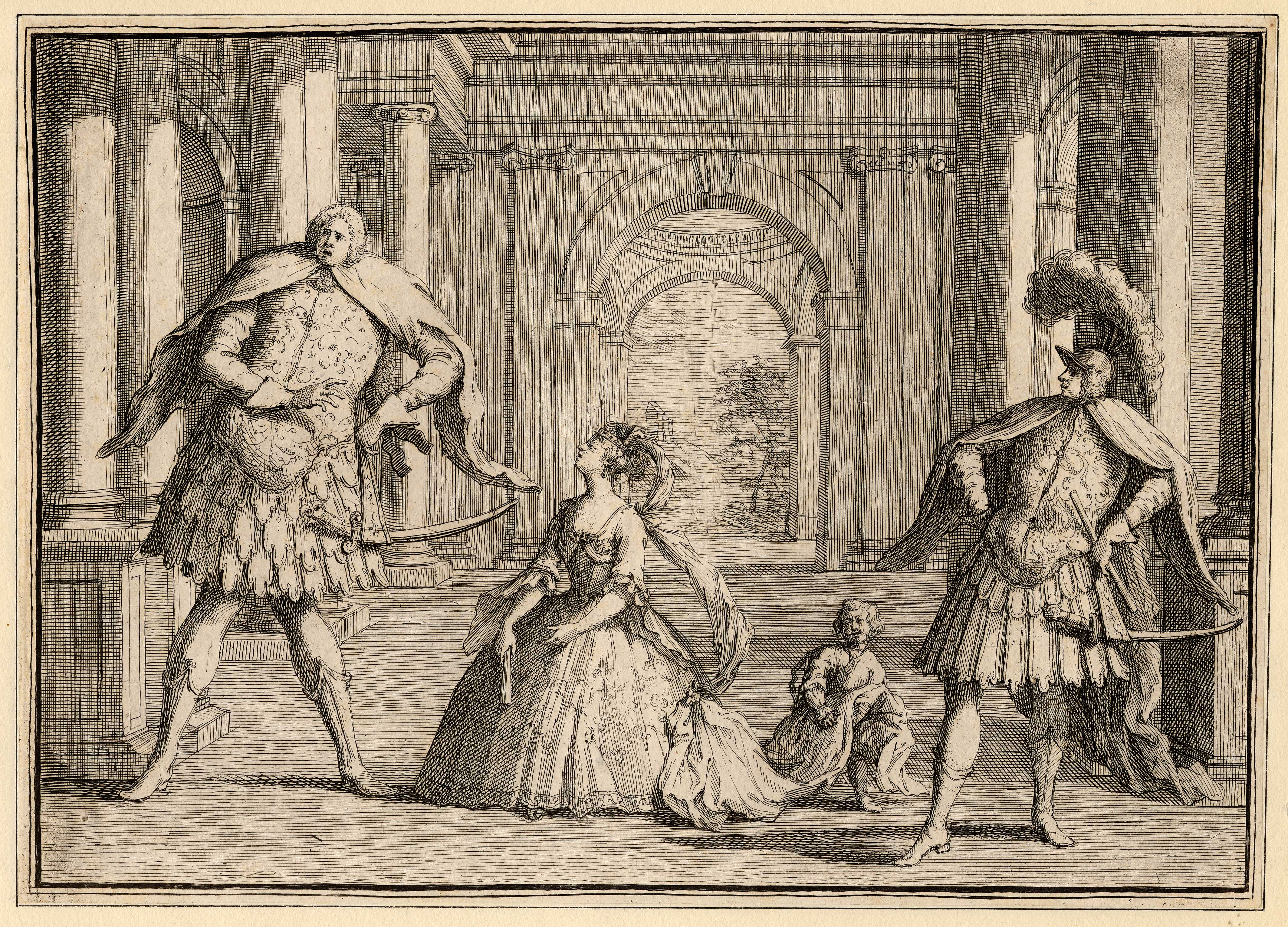
Karikatur einer Aufführung von Händels Flavio: Senesino links, Francesca Cuzzoni in der Mitte und rechts Gaetano Berenstadt

- 14. Mai: Flavio, re de’ Longobardi, ein weiteres Dramma per musica von Georg Friedrich Händel hat in der gleichen Besetzung wie Ottone in London seine Uraufführung. Nicola Francesco Hayms Libretto basiert auf einer älteren römischen Quelle, Il Flavio Cuniberto von Silvio Stampiglia, die ihrerseits auf ein gleichnamiges venezianisches Opernbuch von Matteo Noris für den Komponisten Giovanni Domenico Partenio zurückgeht.
- 28. August: Anlässlich der Krönung Karls VI. zum König von Böhmen wird in Prag als Uraufführung die Krönungsoper Costanza e fortezza von Johann Joseph Fux gegeben.
- 1. Oktober: Die Uraufführung der Oper La contesa de’ numi von Antonio Caldara findet in Prag statt.
- 27. November: Die Uraufführung der Oper Farnace von Giovanni Bononcini erfolgt am King’s Theatre in London.

##### Weitere musikalische Ereignisse
- Das Zimmermannsche Kaffeehaus von Gottfried Zimmermann in Leipzig beginnt eine Zusammenarbeit mit dem 1701 von Georg Philipp Telemann gegründeten Collegium Musicum, das im Saal des Kaffeehauses Konzerte aufführt.

### Gesellschaft
- Die Kinderhexenprozesse in Freising enden.
- Der Philosoph Christian Wolff muss auf Befehl König Friedrich Wilhelms II. von Preußen die Universität Halle verlassen, nachdem ihn die dort stark vertretenen Pietisten bezichtigen, die christliche Offenbarung infrage gestellt zu haben. Wolff lehrt danach in Marburg und kann 1740 nach Halle zurückkehren.

### Religion
- Clemens August von Bayern wird Erzbischof von Köln. Er folgt seinem am 12. November gestorbenen Onkel Joseph Clemens von Bayern in dieses Amt. Bei seinem Amtsantritt ist er bereits Fürstbischof von Münster und Paderborn sowie Hochmeister des Deutschen Ordens. Der Versuch, ihn auch in Lüttich zum Nachfolger von Joseph Clemens wählen zu lassen, scheitert am Widerstand des Kaisers und Frankreichs.

## Geboren

### Januar bis April
- 02. Januar: David Ruhnken, niederländischer Gelehrter († 1798)
- 06. Januar: Sophie Eleonore Walther, deutsche Schriftstellerin († 1754)
- 10. Januar: Christoph Carl Kress von Kressenstein, deutscher Jurist und Bürgermeister († 1791)
- 19. Januar: Johann Michael Wagner, deutscher Orgelbauer († 1801)
- 21. Januar: Louis-Pierre Anquetil, französischer Historiker († 1806)
- 25. Januar: Claire Clairon, französische Schauspielerin († 1803)
- 30. Januar: Christian Gottlieb Kratzenstein, deutscher Professor und Naturforscher († 1795)
- 02. Februar: Johann August von Arnim, preußischer Landrat († 1797)
- 05. Februar: John Witherspoon, britischer Presbyterianer, Mitunterzeichner der Unabhängigkeitserklärung der Vereinigten Staaten und Abgeordneter zum Nationalkongress († 1794)
- 07. Februar: Peter Anich, Pionier der Hochgebirgskartographie († 1766)
- 08. Februar: Antoine de Léris, französischer Schriftsteller († 1795)
- 17. Februar: François Louis de Bons, Schweizer evangelischer Geistlicher und Hochschullehrer († 1797)
- 17. Februar: Tobias Mayer, deutscher Kartograf, Geograf, Mathematiker und Astronom († 1762)
- 05. März: Maria von Großbritannien, Irland und Hannover, Landgräfin von Hessen-Kassel († 1772)
- 18. März: Daniel Itzig, königlich preußischer Hoffaktor und Bankier († 1799)
- 24. März: Johann Friedrich Adolf von der Marwitz, preußischer General der friderizianischen Epoche († 1781)
- 27. März: Caroline Lennox, 1. Baroness Holland, britische Adelige († 1774)
- 31. März: Friedrich V., König von Dänemark und Norwegen († 1766)
- 01. April: Johann Samuel Wiesner, deutscher evangelischer Theologe, Pädagoge und Orientalist († 1780)
- 02. April: Johann Georg Dirr, süddeutscher Stuckateur und Bildhauer († 1779)
- 06. April: Franz Xaver Wolfgang von Orsini-Rosenberg, österreichischer Diplomat († 1796)
- 11. April: Franz Anton Bustelli, süddeutscher Bildhauer und Modellierer († 1763)
- 15. April: Franz Balthasar Schönberg von Brenkenhoff, preußischer Staatswirt († 1780)
- 29. April: Jean-Rodolphe Vautravers, schweizerisch-englischer Naturforscher und Kunsthändler († 1800)
- 30. April: Mathurin-Jacques Brisson, französischer Zoologe und Naturphilosoph († 1806)

### Mai bis August
- 06. Mai: Ike no Taiga, japanischer Maler († 1776)
- 13. Mai: Alexander von Knobelsdorff, preußischer Generalfeldmarschall († 1799)
- 16. Mai: Karl Ludwig, Fürst von Anhalt-Bernburg-Schaumburg-Hoym und niederländischer General († 1806)
- 21. Mai: Franz Xaver von Breuner, Fürstbischof von Lavant und Fürstbischof von Chiemsee († 1797)
- 24. Mai: Peter Ascanius, norwegischer Zoologe und Mineraloge († 1803)
- 24. Mai: Antonio Caballero y Góngora, spanischer Priester, Kolonialverwalter, Erzbischof von Bogotá und Vizekönig von Neugranada († 1796)
- 27. Mai: Manuel Antonio Flórez, spanischer Offizier, Kolonialverwalter und Vizekönig von Neugranada und Neuspanien († 1799)
- 11. Juni: Johann Georg Palitzsch, sächsischer Bauernastronom († 1788)
- 13. Juni: Giovanni Antonio Scopoli, österreichischer Arzt und Naturforscher († 1788)

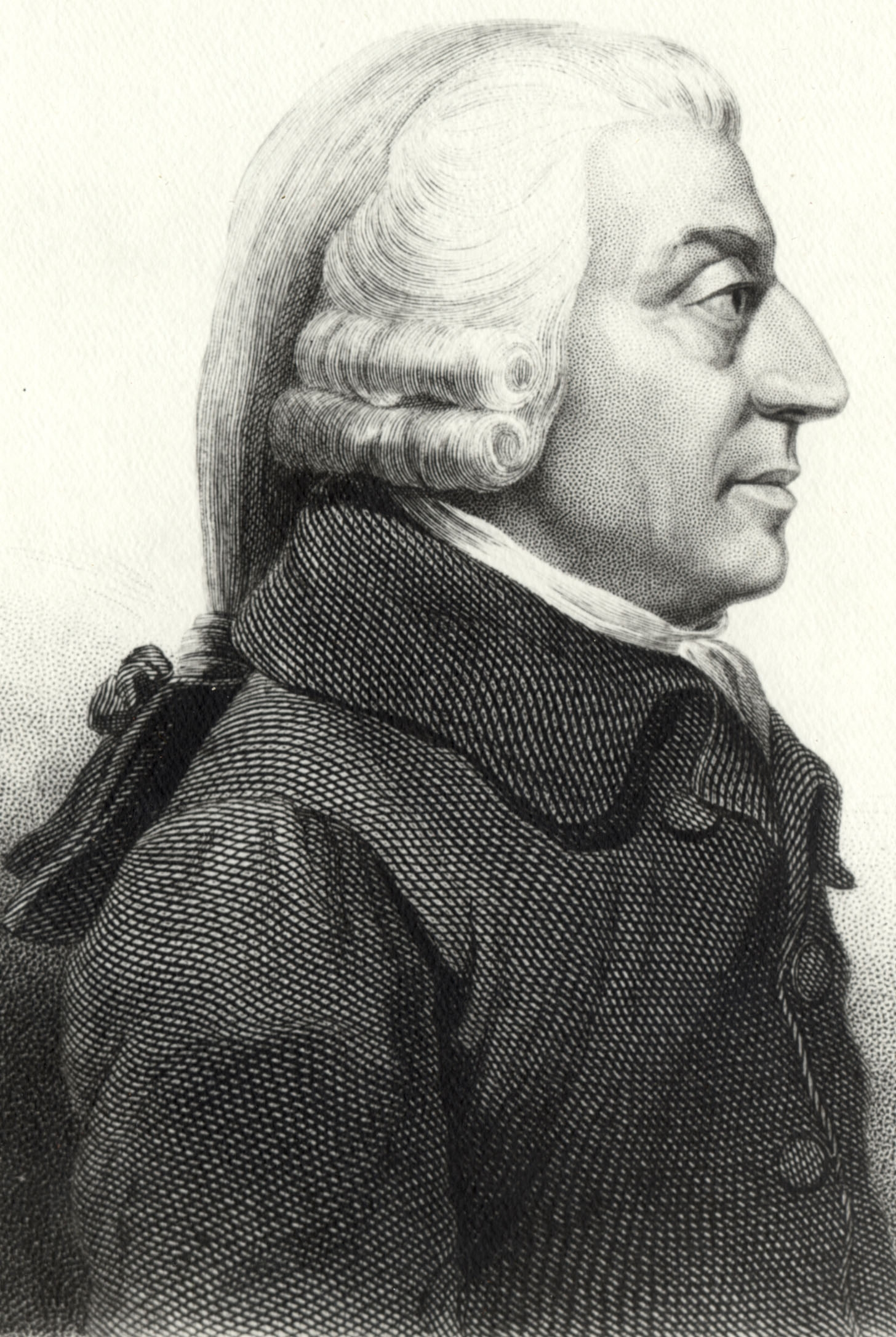
Adam Smith, 1787

- 16. Juni (getauft): Adam Smith, schottischer Philosoph und Ökonom († 1790)
- 16. Juni: Iyasu II., Negus negest von Äthiopien († 1755)
- 17. Juni: Friedrich Boerner, deutscher Mediziner († 1761)
- 17. Juni: Johann Baptist Wendling, deutscher Komponist und Flötist († 1797)
- 20. Juni: Adam Ferguson, schottischer Historiker und Sozialethiker der Aufklärung († 1816)
- 24. Juni: George Christoph von Arnim, deutscher Offizier († 1789)
- 30. Juni: Christian Ernst Graf, deutscher Komponist († 1804)
- 01. Juli: Ulrike Sophie, Prinzessin zu Mecklenburg-Schwerin († 1813)
- 02. Juli: Wenzel Bernard Ambrozy, böhmischer Historienmaler († 1806)
- 02. Juli: Johann Wenzel von Bärnkopp, österreichischer Feldzeugmeister († 1794)
- 02. Juli: Marianna Franziska von Hornstein, Fürstäbtissin des adeligen Damenstifts Säckingen am Hochrhein († 1809)
- 03. Juli: Heinrich Gottlieb von Lindenau, kursächsischer Geheimer Rat, Kammerherr und Oberstallmeister († 1789)
- 10. Juli: William Blackstone, englischer Jurist († 1780)
- 11. Juli: Karoline Luise von Hessen-Darmstadt, Markgräfin von Baden sowie Mäzenin, Kunstsammlerin und Botanikerin († 1783)
- 16. Juli: Joshua Reynolds, britischer Maler († 1792)
- 17. Juli: Johann Georg von Lori, bayerischer Beamter († 1787)
- 01. August: Johann Friedrich Gruner, deutscher evangelischer Theologe, Historiker, Rhetoriker und Pädagoge († 1778)
- 03. August: Nicolas de Pigage, französischer Baumeister († 1796)

### September bis Dezember
- 07. September: Jacques Pierre Abbatucci, korsischer General († 1813)
- 21. September: Guy André Pierre de Montmorency-Laval, Marschall von Frankreich († 1798)
- 26. September: Friedrich Melchior Grimm, deutscher Schriftsteller und Diplomat († 1807)
- 01. Oktober: Georg Rudolf Böhmer, deutscher Mediziner und Botaniker († 1803)
- 16. Oktober:Georg Heinrich Macheleid, thüringischer Fabrikant, einer der Nacherfinder des Porzellans († 1801)
- 16. Oktober: Pascha Johann Friedrich Weitsch, deutscher Landschaftsmaler und Zeichner († 1803)
- 20. Oktober: Louis Charles de Lameth, französischer General († 1761)
- 23. Oktober: Jean Baptiste Feronce von Rotenkreutz, Staatsmann im Fürstentum Braunschweig-Wolfenbüttel († 1799)
- 03. November: Johann Christoph Rudolph, deutscher Jurist und Hochschullehrer († 1792)
- 04. November: Friedrich Wilhelm III., Herzog von Schleswig-Holstein-Sonderburg-Beck, preußischer Oberst und Amtshauptmann von Brandenburg an der Havel († 1757)
- 06. November: Johann Christian Wernsdorf I., deutscher Schriftsteller, Dichter und Rhetoriker († 1793)
- 08. November: John Byron, englischer Südseeforscher († 1786)

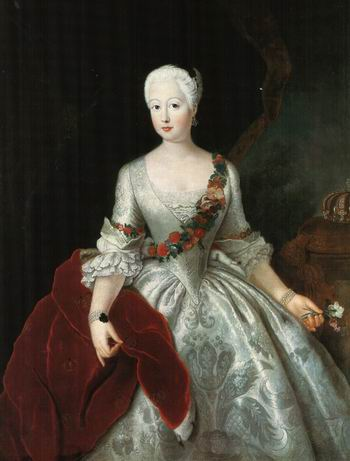
Prinzessin Amalie von Preußen

- 09. November: Amalie von Preußen, deutsche Komponistin, Schwester Friedrichs des Großen († 1787)
- 11. November: Johann Jacob Stahel, deutscher Buchhändler und Buchdrucker († 1787)
- 14. November: Johann Ludwig Aberli, Schweizer Maler († 1786)
- 14. November: Johann Christian Krüger, deutscher Schriftsteller, Schauspieler und Dramatiker († 1750)
- 22. November: Pierre Michel d’Ixnard, französischer Baumeister († 1795)
- 30. November: William Livingston, Delegierter im Kontinentalkongress und erster Gouverneur von New Jersey († 1790)
- 08. Dezember: Paul Heinrich Dietrich von Holbach, in Paris lebender deutschstämmiger Baron († 1789)
- 13. Dezember: Carl Henrich Dreyer, deutscher Rechtswissenschaftler und Politiker († 1802)
- 19. Dezember: Susanne von Klettenberg, deutsche Stiftsdame und religiöse Schriftstellerin († 1774)
- 22. Dezember: Carl Friedrich Abel, deutscher Komponist († 1787)
- 26. Dezember: Teresa Albuzzi-Todeschini, italienische Opernsängerin († 1760)

### Genaues Geburtsdatum unbekannt
- Jakob Abraham, deutscher Medailleur († 1800)
- Karl von Amadei, kaiserlicher General († 1796)
- Ernst Sigismund von Anger, preußischer Landrat und Gutsbesitzer († 1788)
- Wilhelm Aschoff, preußischer Beamter († 1788)
- Heinrich Bernhard Austin, preußischer Beamter und Gutsbesitzer († 1780)
- Marcus Elieser Bloch, deutscher Ichthyologe († 1799)
- Teresa Cornelys, italienische Opernsängerin und Unternehmerin († 1797)
- Gavin Hamilton, schottischer Historien- und Porträtmaler, Archäologe und Kunsthändler († 1798)
- Noble Wimberly Jones, US-amerikanischer Politiker († 1805)
- Jean Pestré, französischer Theologe und Enzyklopädist († 1821)
- Ozawa Roan, japanischer Dichter († 1801)
- Daniel Rolander, schwedischer Naturforscher († 1793)
- Francesco Antonio Uttini, italienischer Komponist († 1795)
- Antonio González Velázquez, spanischer Maler († 1793)

### Geboren um 1723
- Crispus Attucks, Bostoner Hafenarbeiter mit Wurzeln in Afrika und bei den Wampanoag, Märtyrer des Massakers von Boston († 1770)

## Gestorben

### Erstes Halbjahr
- 07. Januar: Wilhelm Friedrich, Markgraf des fränkischen Fürstentums Ansbach (* 1686)
- 11. Januar: Campegius Vitringa der Jüngere, niederländischer reformierter Theologe (* 1693)
- 20. Januar: Elisabeth Charlotte von Anhalt-Harzgerode, Fürstin von Anhalt-Köthen, dann Herzogin von Schleswig-Holstein-Sonderburg-Norburg (* 1647)
- 02. Februar: Antonio Maria Valsalva, italienischer Anatom und Chirurg (* 1666)
- 05. Februar: Johann Daniel Herrnschmidt, deutscher lutherischer Theologe (* 1675)
- 07. Februar: Carlo Francesco Pollarolo, italienischer Organist und Komponist (* um 1653)
- 09. Februar: Eleonore Barbara von Thun und Hohenstein, Fürstin von Liechtenstein (* 1661)
- 11. Februar: Heinrich Meiering, deutscher Bildhauer (* 1628 oder um 1638)
- 17. Februar: James Moore II, britischer Gouverneur der Province of Carolina (* 1676/82)
- 23. Februar: Anna Henriette Julie von Pfalz-Simmern, Titular-Pfalzgräfin und Fürstin von Condè (* 1648)
- 25. Februar: Leopold Eberhard, gefürsteter Graf von Mömpelgard und Graf von Coligny (* 1670)
- 26. Februar: Thomas d’Urfey, englischer Autor (* 1653)
- 08. März: Christopher Wren, britischer Mathematiker und Astronom (* 1632)
- 12. März: Anna Christine Luise, Pfalzgräfin von Sulzbach, Herzogin von Savoyen und Kronprinzessin von Sardinien-Piemont (* 1704)
- 15. März: Johann Christian Günther, deutscher Dichter (* 1695)
- 04. April: Friederike Henriette von Anhalt-Bernburg, Fürstin von Anhalt-Köthen (* 1702)

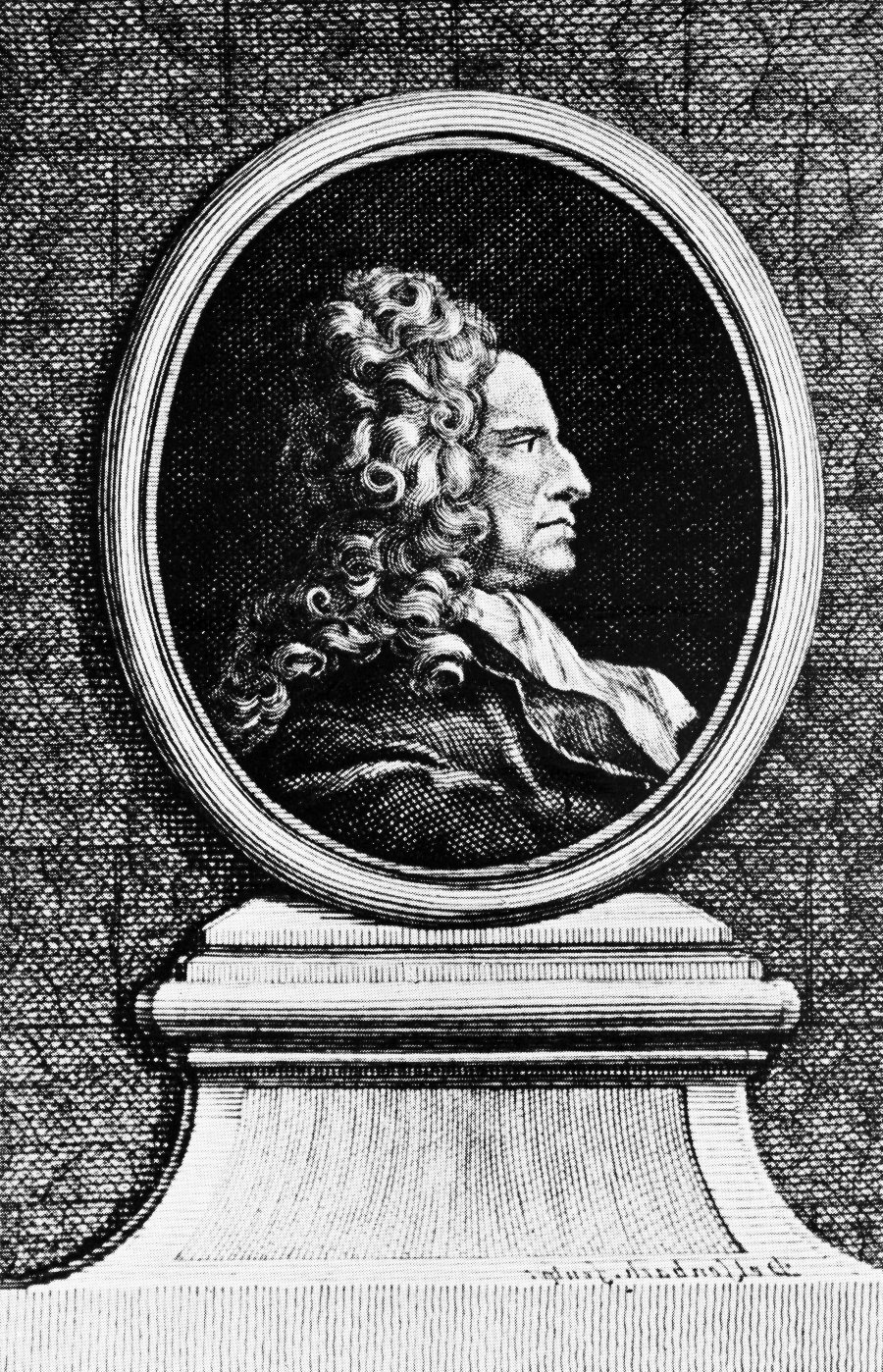
Johann Bernhard Fischer von Erlach (1656–1723)

- 05. April: Johann Bernhard Fischer von Erlach, österreichischer Architekt (* 1656)
- 09. April: Paul Georg Krüsike, deutscher Dichter (* 1641)
- 10. April: Leopold Schlik zu Bassano und Weißkirchen, kaiserlicher Feldmarschall, Generalkriegskommissar und Botschafter (* 1663)
- 24. April: Jean Daniel Abraham Davel, Waadtländer Revolutionär (* 1670)
- 02. Mai: Christoph, Prinz und Markgraf von Baden-Durlach (* 1684)
- 10. Mai: Meinrad Guggenbichler, Schweizer Bildhauer in Österreich (* 1649)
- 27. Mai: Charles Lennox, 1. Duke of Richmond, unehelicher Sohn des englischen Königs Karl II. (* 1672)
- 31. Mai: Edward Hyde, 3. Earl of Clarendon, englischer Kolonialgouverneur in den Provinzen New York und New Jersey (* 1661)
- 04. Juni: Angelo Maria Fiorè, italienischer Komponist und Cellist (* 1660)

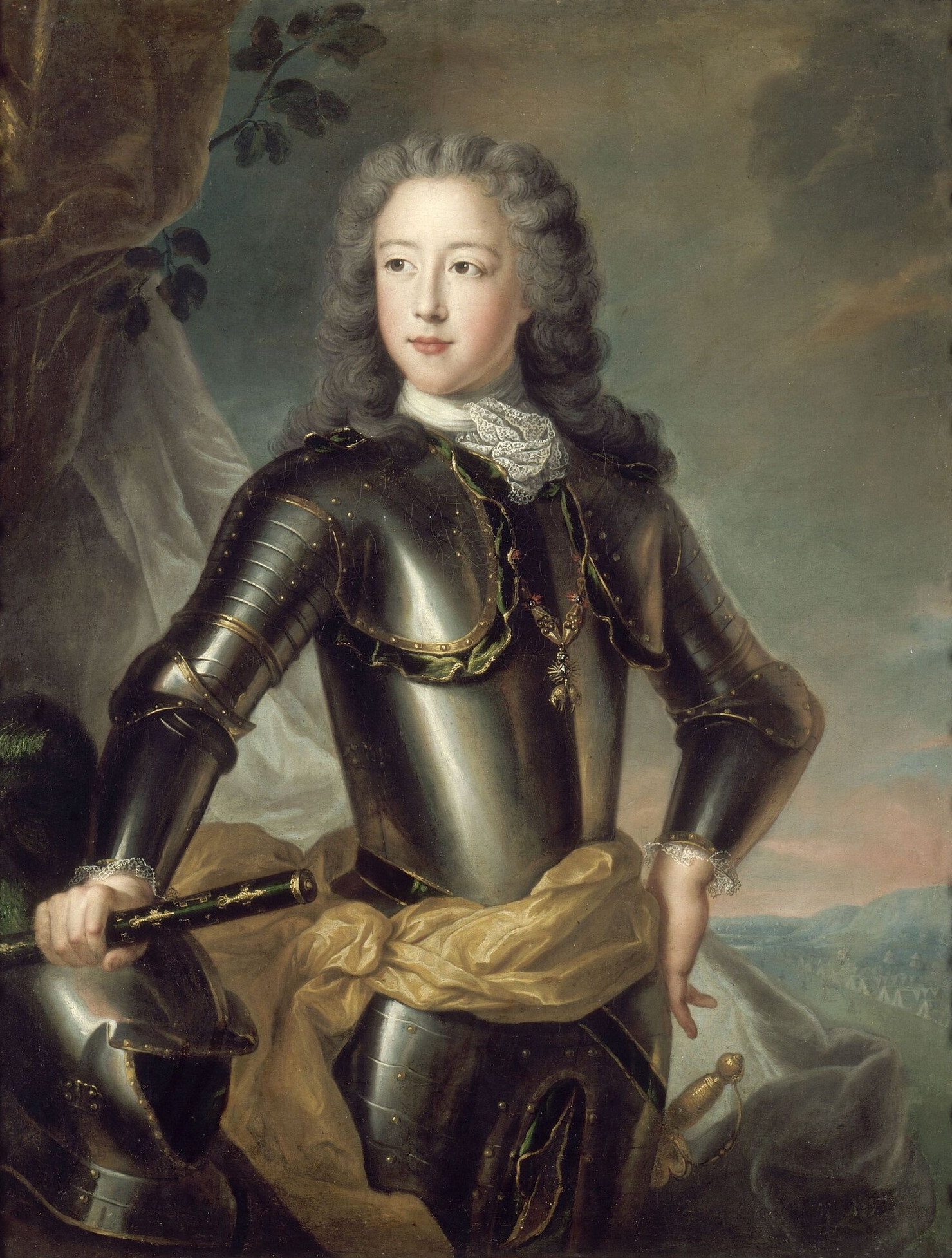
Erbprinz Leopold Clemens Karl von Lothringen um 1722

- 04. Juni: Leopold Clemens Karl, Erbprinz von Lothringen (* 1707)

### Zweites Halbjahr
- 04. Juli: Johann Christoph Männling, deutscher Dichter und Schriftsteller (* 1658)
- 28. Juli: Soror Mariana Alcoforado, portugiesische Nonne und Schriftstellerin (* 1640)
- 10. August: Guillaume Dubois, französischer Kardinal und Minister (* 1656)
- 16. August: Niels Stromberg, schwedischer Offizier (* 1646)
- 17. August: Dorothea von Pfalz-Veldenz, Herzogin von Pfalz-Zweibrücken (* 1658)
- 21. August: Dimitrie Cantemir, Woiwode der Moldau, Historiker, Musiktheoretiker, Geograph und Universalwissenschaftler, Humanist und Enzyklopädist (* 1673)
- 23. August: Increase Mather, puritanischer Pfarrer in Massachusetts und Präsident der Harvard-Universität (* 1639)

Antoni van Leeuwenhoek

- 26. August: Antoni van Leeuwenhoek, niederländischer Naturforscher und Mikroskopbauer (* 1632)
- 31. August: Franz Anton Adolph von Wagensperg, Fürstbischof von Seckau und Fürstbischof von Chiemsee (* 1675)
- 000September: Justus Falckner, deutsch-amerikanischer Pastor (* 1672)
- 000September: Johann David Sieber, altösterreichischer Orgelbauer (* um 1670)
- 08. Oktober: Euthymios Saifi, Bischof von Tyros und Sidon der Melkitisch Griechisch-Katholischen Kirche und Ordensgründer (* 1643)
- 16. Oktober: Giovanni Battista Contini, italienischer Architekt (* 1642)
- 19. Oktober: Johann Christian Bucke, deutscher lutherischer Theologe (* 1672)
- 19. Oktober: Godfrey Kneller, deutscher Porträtmaler und Hofkünstler in London (* 1646)
- 24. Oktober: Praskowja Fjodorowna Saltykowa, Zarin von Russland (* 1664)
- 30. Oktober: Johann Werner von Veyder, Weihbischof und Generalvikar in Köln (* 1657)
- 31. Oktober: Cosimo III. de’ Medici, Großherzog der Toskana (* 1642)
- 08. November: Georg Serpilius, evangelischer Theologe und Lieddichter (* 1668)
- 12. November: Joseph Clemens von Bayern, Erzbischof und Kurfürst von Köln (* 1671)
- 15. November: Philipp Franz Schleich, deutscher Orgelbauer (* um 1686)
- 19. November: Antonin Nompar de Caumont, Herzog von Lauzun und französischer Militär (* 1633)
- 02. Dezember: Philippe II. Charles de Bourbon, duc d’Orléans, Regent von Frankreich (* 1674)
- 06. Dezember: Karl Ludwig, Graf von Nassau-Saarbrücken (* 1665)
- 06. Dezember: Amalia Pachelbel, deutsche Malerin und Kupferstecherin (* 1688)
- 07. Dezember: Jan Blažej Santini-Aichel, böhmischer Architekt und Maler (* 1677)
- 30. Dezember: Augustus Quirinus Rivinus, deutscher Mediziner und Botaniker (* 1652)

### Genaues Todesdatum unbekannt
- Anthony Brockholls, englischer Gouverneur der Provinz New York (* um 1656)
- Dsanabadsar, religiöses Oberhaupt des Lamaismus in der Mongolei (* 1635)
- René Auguste Constantin de Renneville, französischer Autor und Gefangener der Bastille (* 1650)
- Silâhdar Fındıklılı Mehmed Ağa, osmanischer Historiograph (* 1658)
- Willem Adriaan van der Stel, niederländischer Gouverneur der Kapkolonie (* 1664)